# Adams County (метеорит)
Adams County (рус. А́дамс-Ка́унти) — метеорит-хондрит весом 5700 граммов.
Бо́льшая часть остатков метеорита в настоящий момент хранится в Colorado School of Mining. В 1967 году был с помощью петрографического анализа классифицирован H5 Ван Шмусом и Вудом.
Наибольший интерес вызывали каменные фрагменты, указывающие на новый тип метеоритов.